# Viacheslav Ivanenko
Viacheslav Ivanovich Ivanenko (russo:Вячеслав Иванович Иваненко;Kemerovo, 3 de março de 1961) é um ex-atleta soviético, campeão olímpico da marcha de 50 km em Seul 1988.
Além da medalha de ouro olímpica em Seul, quando fez sua melhor marca pessoal de 3h38m29s, também tem uma medalha de prata no Campeonato Europeu de Atletismo de 1986 em Stuttgart  e uma de bronze no Campeonato Mundial de Atletismo de 1987, em Roma.
Hoje trabalha no Departamento de Inspeção de Segurança no Tráfego de Kemerovo.[carece de fontes?]